# خوان كارلوس أولاف
خوان كارلوس أولاف (بالإسبانية: Juan Carlos Olave)‏ هو لاعب كرة قدم أرجنتيني في مركز حراسة المرمى، ولد في 21 فبراير 1976 في قرطبة في الأرجنتين. لعب مع جيمناسيا لابلاتا وريال مورسيا وريفر بليت ونادي أتليتيكو بيلغرانو ونادي بوليفار.

## وصلات خارجية
- خوان كارلوس أولاف على موقع إي إس بي إن إف سي (الإنجليزية)
- خوان كارلوس أولاف على موقع قاعدة بيانات كرة القدم.إي يو (الإنجليزية)
- خوان كارلوس أولاف على موقع Soccerway.com (الإنجليزية)